# Apistomyia truncata
Apistomyia truncata är en tvåvingeart som beskrevs av Peter Zwick 1998. Apistomyia truncata ingår i släktet Apistomyia och familjen Blephariceridae. Inga underarter finns listade i Catalogue of Life.